# 1982 год в науке

## События
- 10 марта — редкий парад планет — все девять планет (Меркурий, Венера, Земля, Марс, Юпитер, Сатурн, Уран, Нептун и Плутон) собрались по одну сторону от Солнца, максимальная разность гелиоцентрических эклиптических долгот планет составила 95 градусов[1].
- 17 июня — первый полёт вертолёта Ка-50.
- 24 июня — запущен «Союз Т-6» с первым французским космонавтом на борту (Жан-Лу Кретьен).
- 6 июля — лунное затмение длительностью 236 минут, из них полное затмение 106 минут, самое длительное в XX веке.
- 17 августа — в Германии общественности представлены первые компакт-диски (CD).
- 19 августа — с космодрома Байконур осуществлён запуск советского пилотируемого космического корабля Союз Т-7.
- 2 декабря — в Университете Юты впервые пациенту было пересажено постоянное искусственное сердце. 61-летний пенсионер Барни Кларк прожил с этим устройством 112 дней.
- 24 декабря — совершил первый полёт самый большой серийный грузовой самолёт в мире Ан-124 Руслан.

### Без точных дат
- Советским космонавтам удалось вырастить несколько цветов на орбитальной станции «Салют-7»[2].
- Определён возраст Гранитского дуба, одного из старейших деревьев Европы (1637 лет на тот момент).

### Открытия
- 8 апреля — в экспериментах по дифракции электронов на быстроохлаждённом сплаве Al6Mn Даном Шехтманом открыты квазикристаллы, за что в 2011 году ему была присуждена Нобелевская премия по химии.

### Изобретения
- Искусственное сердце: Роберт Джарвик (разработка и имплантация практичной модификации Jarvic-7 на базе опытных образцов).
- Лазерное оружие (Омега-2М).

### Новые виды животных
- Животные, описанные в 1982 году

## Награды
- Нобелевская премия
  - Физика — Кеннет Вильсон — «За теорию критических явлений в связи с фазовыми переходами»
  - Химия — Аарон Клуг — «За разработку метода кристаллографической электронной микроскопии и прояснение структуры биологически важных комплексов нуклеиновая кислота — белок»
  - Медицина и физиология — Суне Бергстрём, Бенгт Самуэльсон, Джон Вейн — «За открытия, касающиеся простагландинов и близких к ним биологически активных веществ»
  - Экономика — Джордж Стиглер — «За новаторские исследования промышленных структур, функционирования рынков, причин и результатов государственного регулирования»
  - Литература — Габриэль Гарсия Маркес — «За романы и рассказы, в которых фантазия и реальность, совмещаясь, отражают жизнь и конфликты целого континента»
  - Премия мира — Альва Мюрдаль, Альфонсо Гарсия Роблес — «За крупный вклад в дело разоружения»
- Премия Бальцана
  - Социальные науки: Жан-Батист Дюрозель (Франция)
  - Чистая и прикладная ботаника: Кеннет Вивиан Тиманн (Великобритания — США)
  - Науки о древности: Массимо Паллоттино (Италия)
- Премия Тьюринга
  - Стивен Артур Кук — «За существенный прогресс, достигнутый им в понимании сложности вычислений. Его работа положила основу теории NP-полноты. Исследование свойств и границ этого класса стало одним из важнейших направлений теории вычислительных систем за последние десять лет».
- Филдсовская премия
  - Яу Шинтан (Китай).
  - Ален Конн (Франция).
  - Уильям Тёрстон (США).
- Большая золотая медаль имени М. В. Ломоносова
  - Юлий Борисович Харитон — за выдающиеся достижения в области физики.
  - Дороти Ходжкин (профессор, член Лондонского Королевского общества) — за выдающиеся достижения в области биохимии и кристаллохимии.

## Скончались
- 18 апреля — Грэхем Самнер (род. 1924), британский учёный-антиковед;
- 29 июля — Владимир Зворыкин (род. 1888), русский изобретатель в области телевидения.